# Silly-sur-Nied
Silly-sur-Nied è un comune francese di 702 abitanti situato nel dipartimento della Mosella, nella regione del Grand Est.

## Società

### Evoluzione demografica
Abitanti censiti